# Hoterodes violescens
Hoterodes violescens là một loài bướm đêm trong họ Crambidae.